# مارماهی دندان‌اره‌ای
مارماهی دندان‌اره‌ای (نام علمی: Serrivomeridae) نام یک تیره از راسته مارماهی‌سانان است.